# Менелай (первосвященник)
Менелай I (івр. מנלאוס‎ן; д/н — бл. 162 до н. е.)  — 44-й юдейський первосвященик.

## Життєпис
Належав до коліна Веніамінова, клану Тобіадів. Брам Симона, голови храмової варти і піклувальника Єрусалимського храму. Належав до групи радикальних елліністів.
У 174 році до н. е. відправлений посланцем від первосвященника Ясона до селевкідського царя Антіоха IV, якому передав річну данину. Але тут, користуючись нестачею коштів в останнього, запропонував великий хабар за сан первосвященника. З цим дозволом спробував зайняти храм. Єрусалим розділився між цими ними, але партія Ясона взяла гору, і Менелай втік до Антіохії просити допомоги царя. Антіох IV обіцяв свою допомогу.
Зрештою Менелай за підтримки військ на чолі із Состратом захопив Єрусалим. Сострат отримав посаду комендант цитаделі, став примушувати Менелая до виконання обіцянки. Зрештою первосвященник прибув до Антіохії, де передав значні кошти, які пограбував в скарбниці Єрусалимського храму. Також він звелів своєму братові Лисимаху викрасти з храму коштовний посуд і продати його в Тірі.
Також домігся в царя надати Єрусалиму статутус поліса, ще більш радикально став здійснювати еллінізацію. Це зрештою стало призводити до збурення та утворення радикальних груп ізоляціоністів.
Наприкінці 169 або напочатку 168 року до н. е. проти Менелая виступив колишній первосвященник Ясон, який переміг супротивника, захопивши Єрусалим. Менелай втік до Антіохії. Водночас у 167 році до н. е. почалося повстання Макавеїв, як рух спротиву еллінізації. У 166 році до н. е. Менелая зумів відвоювати Єрусалимський храм, змусивши Ясон тікати з Палестини.
У 164 році до н. е. Макавеї захоплюють Єрусалим, внаслідок чого фактично Менелай втрачає будь-яку владу, номінально залишився первосвященником. 162 року до н. е. селевікідські війська на чолі із Лісієм захоплюють Храмову гору. Невдовзі було страчено Менелая. Як компроміс первосвященником став Алкім, хоча на владу претендував Онія, син Онії III.